# 파키스탄 무슬림 연맹 콰이드이아잠파
파키스탄 무슬림 연맹 콰이드이아잠파(우르두어: پاکستان مسلم لیگ (ق), 영어: Pakistan Muslim League (Quaid e Azam Group), PML(Q), PML-Q, PMLQ)은 파키스탄의 중도우파 민족주의 정당에 대한 중도주의자이다. 2018년 국회의원 선거 기준, 대의원은 5석이다. 앞서 라자 페르바이즈 아슈라프 전 총리 정부의 우군으로 활동했으며 2013년 파키스탄 인민당(PPP)과 함께 펀자브주, 발루치스탄주 지방에서 재정적으로 보수적이고 중도우파인 파키스탄 무슬림 연맹 나와즈파에 맞서 공동 선거운동을 주도했다.
지도부와 회원들은 한때 나와즈 샤리프 전 총리가 주재한 파키스탄 무슬림 연맹 나와즈파의 일원이었다. 1997년 총선 이후 정치적 이견이 생겨 결국 당내 계파가 탄생했다. 초드리 슈자트 후세인이 이끄는 반체제 인사들은 1999년 당시 육군 참모총장과 페르베즈 무샤라프 합참의장이 주도한 군사 쿠데타에 강력하고 목소리를 높여야 한다고 주장했다. 2002년, 반체제 지도자들은 페르베즈 무샤라프 대통령의 정부에 초점을 맞춘 당을 창당하였다. 이후 무샤라프 정부의 핵심이 되었고, 샤우카트 아지즈 총리를 임명했다.
후세인 반체제 지도자인 초드리 슈자트 후세인이 당 총재로 지명되면서 PML-N 유권자를 끌어들이는 데 당이 주목했다. 무샤라프는 정부의 독점적 지지와 샤리프의 대중적 지지를 축소하는 것을 목표로 당에 기회를 주었다.

## 당의 리더십 및 비전
2017년 현재 PML-Q의 회장은 초드리 슈자트 후세인이다. 그는 반대 없이 당선되었다. 무샤히드 후세인 사이드 상원의원도 반대하지 않는 사무총장이다.

## 동맹
초드리 슈자트 후세인 당 총재와 초드리 페르바이즈 엘라히는 무샤라프를 꾸준히 지지했다. 그들은 아무리 불리한 상황에서도 장군에게 충실했다.

## 같이 보기
- 이슬람 민주주의 정당 목록
- 파키스탄 무슬림 연맹 나와즈파